# Vera Rubin
Pour les articles homonymes, voir Rubin et Cooper.
Vera Rubin, née le 23 juillet 1928 à Philadelphie (Pennsylvanie, États-Unis) et morte le 25 décembre 2016 à Princeton, est une astronome américaine principalement connue pour son étude sur la vitesse de rotation des étoiles dans les galaxies spirales qui consolida l'hypothèse de la présence de matière noire dans la périphérie des galaxies.

## Biographie

### Jeunesse
Vera Florence Cooper est la fille de Philip Cooper, ingénieur électricien, et de Rose Appelbaum, tous deux employés par Bell Telephone Company. Après leur mariage, Rose doit démissionner pour satisfaire au règlement qui interdit à deux membres d'une même famille d'être employés de l'entreprise.
Philip Cooper est né Pesach Kobchefski dans une famille juive de Vilnius, Lituanie, où son père était gantier. Il a émigré aux États-Unis avec ses parents vers 1900. La famille s'est établi à Gloversville, État de New York. Philip Cooper obtint son diplôme d'ingénieur en 1920 à l'Université de Pennsylvanie.
Rose Appelbaum est née à Philadelphie. Son père était tailleur. Sa mère, née dans une famille juive de Bessarabie, avait émigré aux États-Unis à 16 ans. Seconde de quatre enfants, elle a fait ses études secondaires à la South Philadelphie High School for girls  avant d'être embauchée chez Bell.
En 1939, la famille déménage à Washington, car Philip Cooper a accepté un emploi au département de l'Agriculture des États-Unis. La famille habite une petite maison. « Dans ma chambre à coucher, le lit était sous une fenêtre orientée au Nord.  À 10 ans j'ai commencé à regarder le ciel. À 12 ans, je restais éveillée pour observer les étoiles pendant des heures… Il n'y avait rien de plus intéressant que les regarder chaque nuit,. » Son père lui construit un télescope avec lequel elle prend ses premières photos astronomiques. Elle apprécie le lycée de Washington, moins strict que l'école où elle allait à Philadelphie. Cependant, le lycée est mixte et le professeur de physique qui ne sait pas comment faire avec les filles, les ignore et s'adresse uniquement aux garçons. À la fin du cursus, lorsqu'elle annonce à ce professeur qu'elle est admise à Vassar College, il lui conseille : « Vous réussirez tant que vous vous maintiendrez à l'écart de la science. »

### Études
Vera Rubin entre en 1945 au Vassar College. Elle a choisi Vassar parce que Maria Mitchell, la première astronome américaine reconnue, y avait enseigné. Elle y bénéficie d'excellents professeurs, d'excellentes camarades et d'une bibliothèque bien fournie. Elle dispose aussi d'un télescope de 12 cm. Trois mois après son arrivée, elle devient assistante de la professeur d'astronomie. En deuxième année, elle apprécie particulièrement les exercices d'astronomie dans lesquels les étudiantes s'entraident pour calculer l'orbite d'astéroïdes connus. Au cours de cette seconde année, Leonard Bernstein et Richard Feynman visitent Vassar College. Les élèves présentent et discutent leurs projets avec Feynman. Pour son examen de fin d'études elle présente un travail sur Gamma Cassiopée. Elle obtient son diplôme de Bachelor of Arts en 1948.
Pendant les étés 1946-1947-1948, Vera travaille au Laboratoire de Recherche de la Marine. En 1946, une fusée ramène le spectre UV du Soleil. En 1947, Vera se voit confier l'étude des propriétés optiques de la lentille qui a pris le spectre.

### Famille et carrière

#### Cornell - Mariage et Master
L'année 1947 est aussi celle où ses parents lui présentent un jeune homme, Robert Rubin, fils d'une famille du voisinage. Robert a fait une année d'études à l'Université Johns-Hopkins et s'est engagé dans la marine, laquelle l'envoie à l'Université Cornell pour étudier la chimie et poursuivre sa formation d'officier. La première question que Vera pose à celui qui pourrait devenir son époux est : « Connais-tu Richard Feynman ? » Robert Rubin répond : « C'est un de mes professeurs à Cornell. » Bien que la guerre soit finie, Robert devient officier et termine son doctorat à Cornell. Pendant l'année scolaire 1947-1948, Vera Cooper va plusieurs fois lui rendre visite à Cornell. Finalement, Vera Cooper, 19 ans, et Robert Rubin, 21 ans, se marient le 25 juin 1948.
À l'automne 1948, ils retournent ensemble à Cornell. Vera s'inscrit aux cours de physique de Richard Feynman, Phil Morrison et Hans Bethe. En parallèle, elle suit le cours d'astronomie et apprend la mécanique avec Martha Stahr, une jeune docteure de l'Université de Berkeley. Pour son diplôme de maîtrise, Vera étudie la distribution des vitesses des galaxies pour lesquelles il existe des données. Il n'y en avait que 108 à l'époque. Lorsqu'elle remet sa copie au directeur du département, celui-ci trouve le travail intéressant et estime qu'elle devrait le présenter à la réunion de la Société Américaine d'Astronomie à Haverford en décembre 1950. Il ajoute : « Mais vous allez avoir un bébé et vous n'êtes pas membre de l'AAS, donc je pourrais présenter votre travail à votre place et en mon nom. » Vera répond immédiatement : « Je peux y aller ». Comme le jeune couple n'a pas de voiture, les parents Cooper viennent les chercher à Ithaca pour les emmener au congrès en Pennsylvanie en plein hiver, dans la neige, avec un bébé à bord. Vera fait sa communication qui est très mal accueillie. Elle se fait presque injurier d'oser dire des choses aussi saugrenues. Le lendemain, le Washington Post titre « Une jeune mère trouve le centre de la Création à partir du mouvement des étoiles ». Cinquante ans plus tard, des collègues fabriqueront une fausse première page du journal avec en manchette : « Une vieille grand-mère reçoit la médaille de la Science ». Plus tard, elle jugera ainsi l'épisode : « Je me suis dit que ces astronomes étaient des gens vraiment contrariants. En fait, j'étais assez contente d'avoir choisi un sujet que personne n'avait encore abordé. »

#### Georgetown, doctorat, premier poste
En 1951, Robert Rubin est affecté au Laboratoire de Physique Appliquée de l'Université Johns-Hopkins à Baltimore. La famille s'installe à Washington. Sur la suggestion de son mari, Vera s'inscrit à l'Université de Georgetown, la seule université de la région qui permette de préparer un doctorat d'astronomie. De plus, tous les cours ont lieu en soirée, ce qui lui permet de s'organiser avec son mari et sa mère pour la garde de son fils, puis de ses deux enfants. Robert Rubin travaille avec le physicien Ralph Alpher. Ce dernier présente l'astrophysicien George Gamow, alors professeur à l'Université George Washington, à Robert et Vera Rubin. C'est ainsi que Vera Rubin demande à Gamow de superviser sa thèse,.
Pendant l'été 1953, Vera et Robert assistent aux conférences de Gamow, Walter Baade et Alan Sandage à la Michigan Summer School. Vera Rubin a l'occasion de discuter de longues heures avec eux. En 1954, elle envoie son manuscrit de thèse à Gamow qui se trouve à Berkeley à ce moment-là, et qui répond : « Cela semble plutôt bien. Je ne vais pas me plonger dans les détails des calculs ou de l'assemblage des plaques, mais je suppose que tout est parfait ». Par contre Chandrasekhar, éditeur de l’Astrophysical Journal, rejette le papier, car un de ses étudiants travaille sur le même sujet. Le travail est publié dans les Proceedings of the National Academy of Sciences. Vera Rubin obtient son doctorat en 1954. Elle a 26 ans et deux enfants, David et Judy. Le troisième, Mark, naît en 1956.
Après son doctorat, elle enseigne les mathématiques et la physique pendant une année au Montgomery County Junior College. De 1955 à 1965, elle travaille comme chercheuse et enseignante à l'Université de Georgetown.
En mai 1960, Vera Rubin donne naissance à Allan, son quatrième et dernier enfant. Deux mois plus tard, elle part en Europe avec son mari pour assister à la Nuffic International Summer School au château de Nijenrode à Breukelen aux Pays-Bas. La thématique est : Problèmes actuels concernant la structure et l'évolution des systèmes galactiques. C'est l'occasion de rencontrer de nombreux collègues astronomes qui deviennent des amis : Jan Oort, Adriaan Blaauw, Hendrik Christoffel van de Hulst, Lodewijk Woltjer, Margaret Burbidge et Geoffrey Burbidge.
En 1962, à Georgetown, Vera Rubin fait un cours de statistique astronomique à 6 étudiants qui ont une maîtrise. Cinq d'entre eux travaillent à l'Observatoire naval des États-Unis et le sixième à la NASA. Ces étudiants sont des experts en catalogue d'étoiles. Vera leur donne donc un problème à résoudre : « Peut-on utiliser les étoiles cataloguées pour déterminer la courbe de rotation des étoiles éloignées du centre de notre galaxie ? »  Une publication est préparée, soumise et acceptée par l’Astrophysical Journal. L'éditeur exige cependant d'enlever le nom des étudiants. Vera menace alors de retirer le manuscrit et de le publier ailleurs. L'éditeur s'incline et la publication paraît. Le résumé affirme : « Pour R > 8.5 kpc, la courbe stellaire est plate et ne décroît pas comme l'exigeraient les orbites képlériennes ». Les réactions des confrères sont très négatives et déplaisantes. Pour eux, ces résultats ne sont pas crédibles.

#### Californie
Pendant l'année universitaire 1963-1964, Robert Rubin prend un an d'absence avec salaire du Bureau of Standards pour travailler à La Jolla en Californie. Vera saisit l'occasion de travailler avec Margaret et Geoffrey Burbidge, astronomes réputés à l'Université de Californie à San Diego. Toute la famille réside dans une grande maison face à l'océan. Vera fait ses premières observations avec un vrai télescope, le 85 cm de l'Observatoire de Kitt Peak. Elle a aussi l'occasion d'utiliser le télescope de 2,10 m de l'Observatoire McDonald. Pour la première fois, elle mesure elle-même les vitesses radiales des étoiles de la périphérie (anticentre) de notre galaxie. Jusqu'alors, elle doutait de ses capacités à être une astronome professionnelle. Mais elle constate qu'elle est prise au sérieux. « L'intérêt des Burbidge pour ce que j'avais à dire faisait que, oui, il était possible que je puisse être astronome. »
En 1964, les Rubin rentrent à Washington. Ils vont au congrès de l'Union Internationale d'Astronomie à Hambourg. Ils rencontrent Alan Sandage, qui demande à Vera si elle veut utiliser le télescope Carnegie de l'Observatoire du Mont Palomar, jusqu'alors inaccessible aux femmes bien que Margaret Burbidge l'ait utilisé sous couvert de son mari lorsqu'ils étaient étudiants. Elle accepte.

#### Institut Carnegie
En 1964, Vera Rubin prend conscience qu'il lui est indispensable de faire des observations et que l'enseignement lui prend trop de temps. Elle va voir son collègue astronome Bernie Burke au département du Magnétisme terrestre (DTM) à l'Institut Carnegie (Washington DC) et lui demande un poste de chercheur pour elle. Or le DTM n'a jamais employé de femme depuis sa fondation par Andrew Carnegie en 1904. Même les secrétaires étaient des hommes jusqu'en 1942. Cependant, Bernie Burke l'invite à déjeuner avec le personnel du laboratoire. Il la présente au directeur, Merle Tuve, qui l'invite aussitôt à présenter son travail devant l'équipe. Vera fait connaissance avec Kent Ford, jeune physicien qui revient d'essayer un tube photomultiplicateur de son invention à l'Observatoire du Mont Wilson. Ce dispositif permet de réduire les temps de pose par dix par rapport aux prises directes sur les plaques photographiques. Ford lui remet des plaques et lui demande si elle peut mesurer la vitesse des étoiles. Elle emporte les plaques et fait les mesures dans son bureau de Georgetown. Trois mois plus tard, elle est acceptée comme chercheuse au DTM.

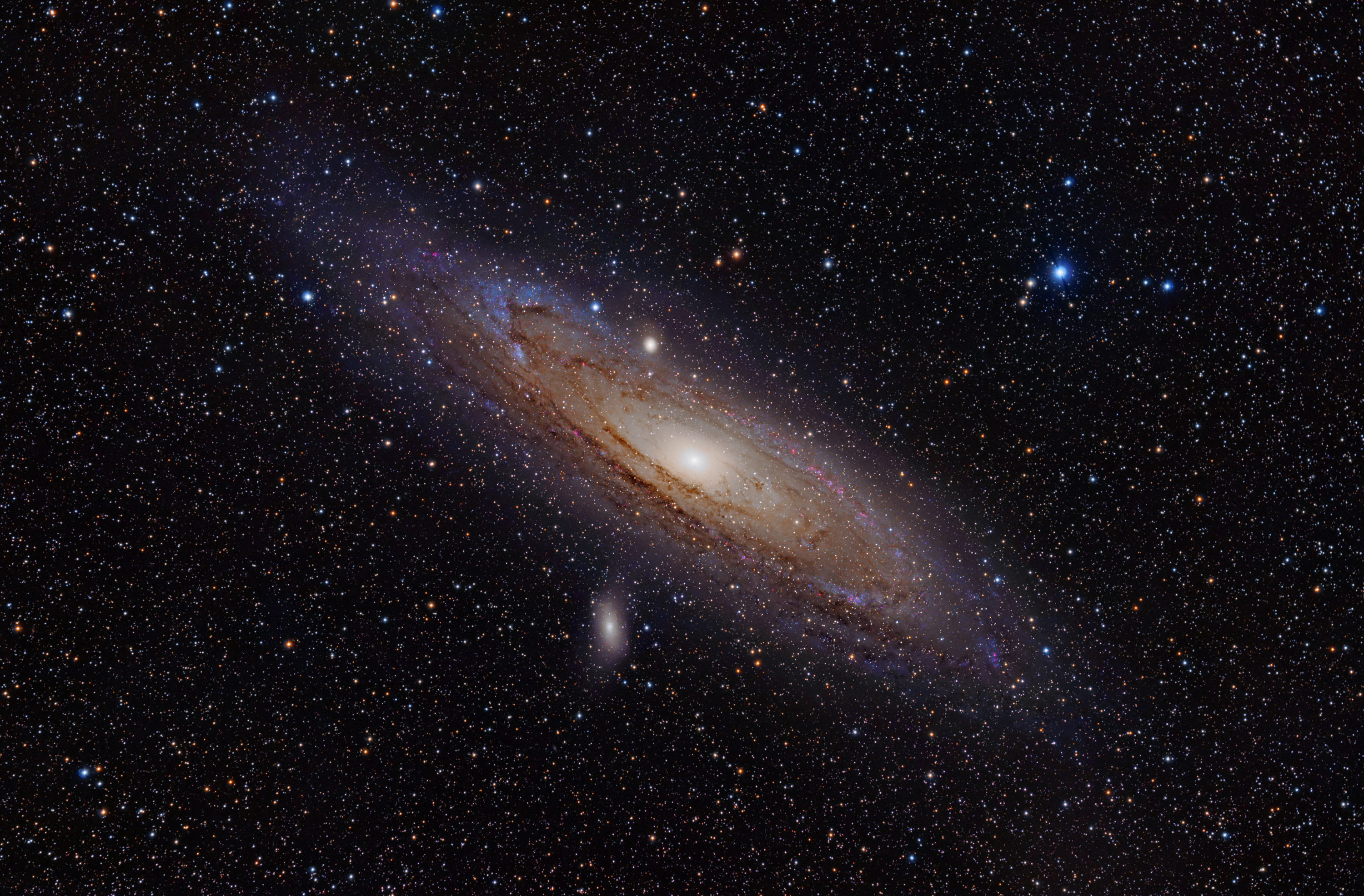
Galaxie d'Andromède (M31).

En août 1965, elle fait des observations à l'Observatoire Lowell dans l'Arizona avec Kent Ford sur le télescope de 165 cm en utilisant un spectrographe couplé à un tube photomultiplicateur. Ils obtiennent des spectres allant jusqu'à 1000 nm dans l'infrarouge. Les premiers résultats de la collaboration avec Kent Ford sont publiés en octobre 1965 dans l’Astrophysical Journal. Ils continuent à collecter les spectres de plusieurs galaxies, de dizaines d'objets quasi-stellaires, de radiogalaxies, d'objets bleus faibles et de nébuleuses planétaires. Ils produisent encore huit publications. Mais cette recherche fait des adeptes et la concurrence commence à se faire sentir. Vera Rubin n'aime pas se sentir pressée. Elle décide de changer de sujet de recherche. « Un tas de gens s'intéressaient au centre des galaxies. J'étais curieuse de savoir ce qui se passait à la périphérie. Je voulais savoir comment les galaxies finissaient. Personne n'en parlait. » Elle concentre alors ses recherches sur la mesure des vitesses des étoiles et des régions HII de la galaxie d'Andromède, qui a déjà été étudiée, mais avec des instruments moins performants que ceux dont on dispose en 1965. De plus, c'est la galaxie la plus proche de la nôtre. Elle occupe plus de 3° dans le ciel, ce qui permet de mesurer les émissions spécifiques de différentes régions.
Walter Baade a scrupuleusement fouillé Andromède dans les années 1940. Une partie de ses observations viennent d'être publiées en 1964. Vera Rubin et Kent Ford entreprennent d'identifier, par une froide nuit d'hiver (-20 °C) les régions d'intérêt sur le télescope de l'Observatoire naval de Flagstaff dans l'Arizona. Après la séance d'observation, ils rencontrent un astronome à qui ils exposent leur projet et qui les invite à venir se réchauffer dans son bureau. Il leur révèle qu'il a, dans ses dossiers, des copies des plaques prises par Baade en 1940-1943 et que les originaux devaient être conservés par le photographe à l'Institut Carnegie. Vera Rubin et Kent Ford découvrent que Baade a identifié 688 régions d'Andromède présentant une émission propre de la raie HII. Leur travail est balisé. En 1967 et 1968, ils multiplient les prises de spectres tantôt au Kitt Peak, tantôt à Lowell, transportant à chaque fois le spectrographe avec eux. Vera présente leurs résultats, qu'elle considère comme préliminaires, à la réunion de la Société Américaine d'Astronomie à Austin en décembre 1968. Après son exposé, un astronome, Rudolph Minkowski, vient discuter avec elle et l'incite fortement à publier rapidement ses résultats. Ils paraissent dans l’Astrophysical Journal en février 1970 : « Rotation of the Andromeda nebula… »"

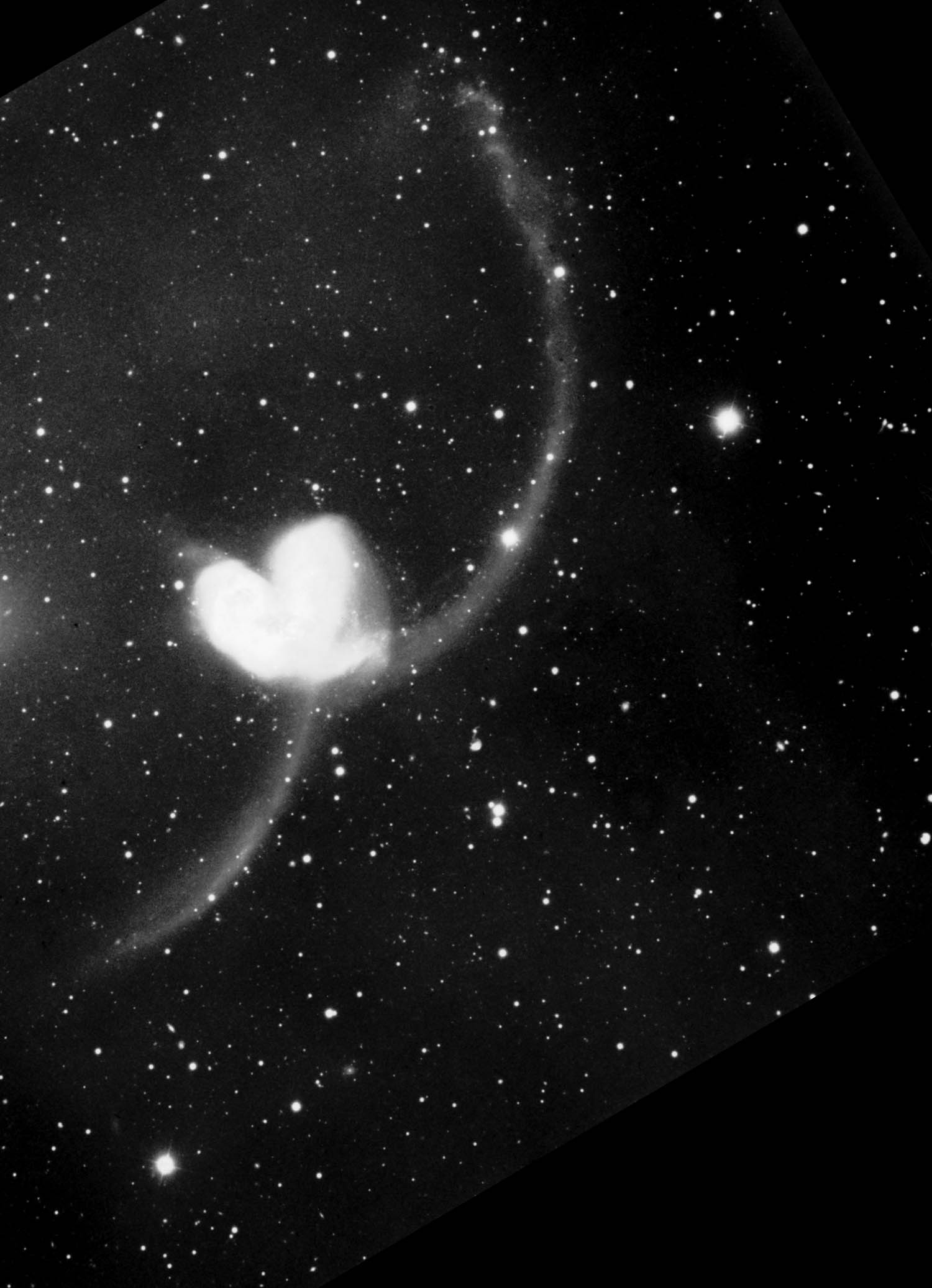
Galaxies NGC 4038/4039.

Dans les années 1966-1970, Vera Rubin s'intéresse aux galaxies NGC 4038 et NGC 4039 découvertes par William Herschel en 1785. L'étude des spectres dans différentes régions l'amène à conclure qu'il s'agit de deux galaxies tournant l'une autour de l'autre. Elle reprend l'étude de ces galaxies en 1994, avec Pere Planesas et Jeff Kenney qui a été doctorant de sa fille Judy Young-Rubin à l'Université du Massachusetts à Amherst.
Dans les années 1970, l'instrumentation s'est considérablement améliorée par rapport au temps où avait été déterminée la constante de Hubble. Vera Rubin, ainsi que d'autres astronomes, se demandent si cette constante a la même valeur dans toutes les directions. Pour répondre à la question, il fallait entreprendre de mesurer les vitesses de récession de galaxies lointaines ainsi que leurs distances par rapport à la Terre. Elle décide de suivre plusieurs galaxies ScI et ScII dans toutes les directions du ciel. Elle publie les premiers résultats de cette étude avec sa fille, Judy Rubin, et Kent Ford en 1973. Ils découvrent qu'il existe une forte anisotropie des vitesses de récession des galaxies de magnitude semblable dans les différentes directions. Avec Kent Ford, elle publie en 1976 d'autres observations qui confirment les premières. C'est ce qui sera appelé l'effet Rubin-Ford.
En 1981-1982, elle étudie avec François Schweizer une galaxie à anneau polaire, A0136, avec le télescope de 4 m de l'Observatoire inter-américain du Cerro Tololo et avec le télescope de 2,5 m de l'Observatoire de Las Campanas au Chili. Les observations sont publiées en 1983 dans l’Astrophysical Journal.
En 1989, Vera Rubin entreprend avec Jeff Kenney l'observation des vitesses des galaxies dans la constellation de la Vierge. Parmi 100 galaxies scrutées, son attention est attirée par une galaxie étrange, NGC 4550. Elle prend les deux premiers spectres de cette galaxie, l'un dans le rouge, l'autre dans le bleu, sur le télescope de 4,80 m du Mont Palomar. Les spectres sont enregistrés sur une caméra numérique. Les résultats, traités sur l'ordinateur du DTM à l'Institut Carnegie, sont ininterprétables. Vera Rubin tire les spectres et essaie de comprendre ce qu'il se passe. Au bout d'un an de réflexion et de tentatives de modélisation, elle réalise qu'elle a affaire à une galaxie dont certaines étoiles tournent dans un sens et les autres en sens inverse. Elle contacte alors deux astrophysiciens de renom, Donald Lynden-Bell et Scott Tremaine, et leur pose la question : est-ce qu'une galaxie avec deux mouvements de rotation en sens opposés peut être stable ? Six mois plus tard, ils répondent qu'une telle galaxie est même plus stable qu'une galaxie ordinaire avec un seul sens de rotation.
En novembre 1997, elle est invitée à visiter la base américaine de McMurdo au pôle Sud.
Ses quatre enfants ont tous obtenu un doctorat en sciences : David (1950) et Allan (1960) en géologie, Judith (1952-2014) en astronomie et Karl (1956) en mathématiques.
Son mari, Robert Rubin, meurt en 2008.
Vera Cooper Rubin meurt le 25 décembre 2016 à Princeton, à l'âge de 88 ans.

### Femme de science

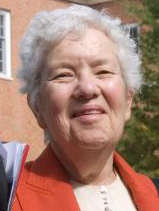
Vera Rubin en 2009.

Lorsque George Gamow, son directeur de thèse, l'invita au Laboratoire de Physique appliquée, ils durent se parler dans l'entrée du laboratoire, car les femmes n'étaient pas autorisées à pénétrer dans les bureaux.
En 1965, elle est la première femme autorisée à travailler à l'Observatoire du Mont Palomar. Les femmes n'y étaient pas autorisées pour la seule raison qu'il n'y avait pas de toilettes pour femmes.
Lorsqu'en 1965, Vera Rubin est recrutée à l'Institut Carnegie, elle demande à pouvoir quitter son bureau à 15h pour s'occuper de ses enfants. L'Institut accepte mais son salaire est réduit d'un tiers. Elle avouait : « J'ai accompli presque toute ma carrière à temps partiel. À 3 heures, j'étais à la maison pour m'occuper des enfants. »
Sandra Moore Faber est l'une de ses étudiantes. D'abord en 1966 et 1967. Puis quand elle prépare sa thèse à Harvard. Lorsqu'elle dépose sa candidature pour travailler comme astronome à l'Observatoire Lick de l'Université de Californie à Santa Cruz, Vera Rubin rédige la lettre de recommandation suivante :

« Cher Dr. Kraft,
Je vous écris pour vous recommander la Dr Sandra Faber qui a fait une demande pour intégrer l'observatoire Lick. Dr Faber est une personne brillante, créative, imaginative, pointue, curieuse, loyale, exigeante et grosse travailleuse. Je pense qu'il n'y a pas de chose qu'elle ne puisse réaliser.  Elle sera une bonne recrue pour votre équipe. Et un jour peut-être sera-t-elle directeur de l'observatoire Lick.
Sincèrement. Vera Rubin »

En 2010, Sandra Faber est professeur et chef du département d'Astronomie et Astrophysique de l'UCSC. À la mort de Vera Rubin, elle déclare que Vera a été la « lumière qui a guidé » une génération de femmes astronomes.
En 1981, Vera Rubin est élue membre de l'Académie nationale des sciences américaine. Elle est seulement la deuxième femme astronome élue à l'Académie, après Margaret Burbidge,. Elle s'engage à susciter des vocations scientifiques féminines et déclare : 

« Je me suis battue avec l'Académie des Sciences. Je suis choquée du faible nombre de femmes élues chaque année. C'est la partie la plus sombre de ma vie. Il y a trente ans, je pensais que tout était possible. »

« Je vis et je travaille en partant des trois principes suivants : 
1. il n'existe aucun problème scientifique qu'un homme peut résoudre et qu'une femme ne pourrait pas ;
2. à l'échelle de la planète, la moitié des neurones appartiennent aux femmes ;
3. nous avons tous besoin d'une permission pour faire de la science mais, pour des raisons profondément ancrées dans notre histoire, cette permission est bien plus souvent donnée aux hommes qu'aux femmes. »

Elle trouvait dommage que les femmes ne puissent que difficilement accéder à la « beauté de la science ». « Je me demande parfois si j'aurais pu étudier les galaxies si elles étaient laides, comme ces limaces qui peuplent mon jardin. Je ne suis pas sûre. »
En 1993, le président Bill Clinton lui remet la National Medal of Science « pour ses recherches pionnières en cosmologie qui ont démontré que la plus grande partie de l'Univers est sombre, et pour ses contributions significatives à la connaissance du fait que l'Univers est plus complexe et plus mystérieux qu'on ne l'imaginait. »
Dans un discours de remise de diplôme à Berkeley, elle affirme : « La science est compétitive, agressive, exigeante. Elle est aussi imaginative, féconde, exaltante. »
En 1996, elle reçoit la médaille d'or de la Royal Astronomical Society pour sa « distinction scientifique » et pour « sa détermination et son courage à promouvoir le rôle des femmes en astronomie. » Elle est la deuxième femme honorée de cette médaille après Caroline Herschel en 1828.
Elle n'a pas reçu le prix Nobel bien que beaucoup de ses collègues pensent qu'elle le méritait. Elle ne s'en soucie pas outre mesure. Dans ses mémoires en 1997, elle écrit : « Mes résultats m'importent plus que mon nom. Si les astronomes utilisent encore mes données dans les années à venir, ce sera le plus grand compliment qu'ils pourraient me faire. » Rebecca Oppenheimer, astronome au Muséum américain d'Histoire naturelle, se souvient l'avoir entendu dire : « Ne vous occupez pas des prix et de la renommée. Le prix réel, c'est de trouver quelque chose de nouveau là-haut ! »
L'astrophysicien Donald Lynden-Bell, de l'Université de Cambridge en Grande-Bretagne, a dit : « Elle garde l'émerveillement de l'enfance. L'originalité de ses programmes de recherche n'a d'équivalent que sa capacité à reconnaître l'importance de l'imprévu, quel que soit le moment où il se présente. »
De 1996 à 2002, Vera Rubin est membre du National Science Board. Elle est amenée à rédiger des rapports pour le président et pour le Congrès des États-Unis et à témoigner devant les commissions du Congrès. Dans cette fonction, elle est amenée à rencontrer et à travailler pour Hillary Clinton.
De 1997 à 2000, elle est présidente de l’US International Astronomy Union.

## Travaux

### Mouvement des galaxies et des amas de galaxies
Dans son mémoire de master, en 1950, Vera Rubin suggère que, en plus de s'éloigner les unes des autres à cause de l'expansion de l'Univers, les galaxies sont en rotation autour d'un point encore inconnu. Ce mémoire, présenté au cours d'une réunion de la Société américaine d'astronomie, est mal reçu par les seniors astronomers. Pourtant le concept du Grand Attracteur est aujourd'hui reconnu. Plus tard, en 1976, elle reprend l'étude du mouvement des galaxies par rapport au mouvement général d'expansion de l'Univers. On considérait alors que le mouvement des galaxies était régulier et globalement homogène avec des écarts de vitesse de l'ordre de 50 km/s. Vera Rubin et ses collaborateurs ont montré que les galaxies de notre Groupe Local  pouvaient atteindre des vitesses relatives de 450 km/s, soit 10 fois supérieures à ce qui était communément admis. Leurs publications furent considérées par certains comme une "hérésie cosmique". Des recherches ultérieures ont montré que ce genre de mesures est très complexe et que les données de Vera Rubin étaient entachées d'erreurs. Cependant, l'irrégularité des vitesses des galaxies par rapport à l'expansion de l'Univers fait désormais partie des acquis de l'astronomie.

### Distribution des galaxies
Sa thèse porte sur la distribution des galaxies dans l'Univers. Elle conclut que les galaxies ne sont pas réparties uniformément dans l'Univers, certaines régions étant plus riches en galaxies tandis que d'autres le sont moins. Ses résultats furent confirmés 15 ans plus tard, mais, au moment de sa publication, sa thèse — qui allait à l'encontre de l'Univers homogène proposé par la théorie du Big-Bang de l'époque — ne suscita guère d'intérêt de la part de ses confrères.
Avec Kent Ford (en), Rubin reprend ses travaux sur son sujet de mémoire et en tire de nouveau les mêmes conclusions que précédemment. Les débats houleux qui s'ensuivent, jusqu'à la demande de certains astronomes d'arrêter ces travaux, font orienter Rubin et Ford vers des domaines de recherche plus calmes.

### Matière noire
En 1964, une conférence sur « la masse manquante » a lieu à Santa Barbara en Californie pour faire le point sur ce sujet initié en 1933 par Fritz Zwicky : il avait trouvé qu'il n'y avait pas assez de masse ou de force gravitationnelle pour maintenir la cohésion des amas de galaxies. Les données collectées sur les télescopes optiques restaient difficiles à interpréter. Ce sont les données de radioastronomie qui ont relancé le sujet de la « masse manquante » de façon la plus décisive,. En particulier, Morton Roberts étudie, dans la galaxie d'Andromède, la raie à 21 cm émise par l'hydrogène neutre avec le radiotélescope de Green Bank du National Radio Astronomy Laboratory. Vera Rubin, qui suit avec intérêt les travaux de Roberts, entreprend à son tour une étude détaillée de la rotation de la galaxie d'Andromède en observant la raie Hα de l'hydrogène ionisé avec des télescopes optiques. Elle constate que les étoiles à la périphérie de la galaxie vont beaucoup plus vite que ne le prévoient les lois de Newton. En 1973, Roberts étend ses observations radioastronomiques à différents types de galaxies. Il trouve que la vitesse de rotation des galaxies reste constante à grande distance du centre galactique. La courbe de représentation de la vitesse de rotation en fonction du rayon de la galaxie reste horizontale au lieu de décliner. Ce qu'il nomme « a flat rotation curve » (« une courbe de rotation plate »).

Courbes de rotation des éléments des galaxies en fonction de leur distance au centre galactique (en rouge). Courbe attendue d'après la masse galactique visible (en pointillés bleus).

D'autres études, confirment ces observations et leurs auteurs font l'hypothèse que les galaxies sont entourées, à leur périphérie, d'un halo invisible de masse très importante. En 1978, paraît la thèse d'Albert Bosma qui a fait ses observations sur le radiotélescope de Westerbork et étend à 7 nouvelles galaxies les données sur la vitesse périphérique des galaxies . La même année, Vera Rubin et ses collaborateurs publient leurs observations optiques réalisées sur différents types de galaxies spirales de haute luminosité. Une fois encore, les courbes de rotation sont plates. Ils concluent que leurs résultats impliquent l'existence, à la périphérie des galaxies, de halos massifs dont la masse augmente avec la distance au centre galactique. Il est remarquable de constater que les résultats des observations optiques concordent parfaitement avec ceux des observations radiométriques alors que chaque technique vise des objets différents.
D'après Sandra Faber, professeur émérite d'astronomie à l'Université de Californie à Santa Cruz, la notoriété de Vera Rubin sur le sujet de la matière noire résulte de trois facteurs. D'une part, la clarté d'exposition de ses publications, très bien illustrées, qui rendent la « platitude » des courbes de rotation incontestables. D'autre part, le fait qu'elle ait poursuivi ses observations pour établir l'universalité du phénomène. Enfin, les nombreuses conférences qu'elle a données dans lesquelles de multiples auditeurs se sont laissés convaincre par la clarté de ses exposés.

### Fusion de galaxies
Au début des années 1990, Vera Rubin observe que la moitié des étoiles de la galaxie NGC 4550 tournent dans le sens des aiguilles d'une montre, tandis que l'autre moitié tourne dans le sens inverse. Elle émet l'hypothèse que ce phénomène est dû à la fusion de deux galaxies dont les étoiles tournaient en sens inverses. Cette découverte, publiée en 1992, est d'abord reçue avec scepticisme. Elle est aujourd'hui universellement acceptée et corroborée par l'observation de nombreuses galaxies dont les étoiles ne tournent pas toutes dans le même sens[réf. souhaitée].

## Distinctions et récompenses

### Récompenses
- 1993 : National Medal of Science ;
- 1994 : prix Henry Norris Russell de la Société américaine d'astronomie ;
- 1994 : prix Dickson en Sciences de l'université Carnegie-Mellon ;
- 1996 : médaille d'or de la Royal Astronomical Society ;
- 2002 : prix Peter-Gruber de cosmologie ;
- 2003 : médaille Bruce ;
- 2004 : médaille James-Craig-Watson.

### Éponymie
- l'astéroïde (5726) Rubin ;
- l'effet Rubin-Ford (en) ;
- l'Observatoire Vera-C.-Rubin.

## Hommages
D'avril 2023 à avril 2024, l'Espace pour la vie (Montréal), avec l'artiste MissMe, rend hommage à Vera Rubin et 6 autres femmes scientifiques, Katherine Johnson, Mary Jackson, Lise Meitner, Donna Strickland, Jocelyn Bell et Emmy Noether, « restées inconnues trop longtemps » avec l'exposition nobELLES dans le Planétarium,,,.
Après Grace Hopper, Nvidia a annoncé le 2 juin 2024 rendre hommage à Vera Rubin en nommant leur prochaine génération d'accélérateurs Vera (CPU) Rubin (GPU).

## Publications
Une bibliographie exhaustive de Vera Rubin est disponible.

### Livres
- (en) Rubin, Vera, Bright Galaxies, Dark Matters, Woodbury, NY, Springer Verlag/AIP Press, coll. « Masters of Modern Physics », 1997 (ISBN 1-56396-231-4)

Cet ouvrage présente une collection d'articles moins techniques pour le grand public.

### Articles
Voici les articles les plus importants de Vera Cooper Rubin, sélectionnés par un groupe de scientifiques et d'historiens appartenant au projet Contributions of 20th century Women to Physics (CWP project).
- (en) Rubin, Vera C. & Ford Jr., W. Kent, « Rotation of the Andromeda Nebula from a Spectroscopic Survey of Emission Regions », The Astrophysical Journal, vol. 159,‎ 1970, p. 379-403 (DOI 10.1086/150317, Bibcode 1970ApJ...159..379R)

Le premier des articles sur la vitesse de rotation des étoiles dans des galaxies.
- (en) Rubin, V. C.; Roberts, M. S.; Graham, J. A.; Ford Jr., W. K. & Thonnard, N., « Motion of the Galaxy and the Local Group Determined from the Velocity Anisotropy of Distant Sc I Galaxies. I. The Data », The Astronomical Journal, vol. 81,‎ 1976, p. 687-718 (DOI 10.1086/111942, Bibcode 1976AJ.....81..687R)
- (en) Rubin, V. C.; Roberts, M. S.; Graham, J. A.; Ford Jr., W. K. & Thonnard, N., « Motion of the Galaxy and the Local Group Determined from the Velocity Anisotropy of Distant Sc I Galaxies. II. The Analysis for the Motion », The Astronomical Journal, vol. 81,‎ 1976, p. 719-737 (DOI 10.1086/111943, Bibcode 1976AJ.....81..719R)

À propos des deux articles ci-dessus, Vera Rubin écrit : « Je suis revenue au sujet de mon mémoire de master, qui n'avait été cru que par très peu d'astronomes...J'ai obtenu mes propres données pour observer les mouvements à grande échelle dans l'univers. Ce papier fut aussi très peu apprécié, mais le sujet devint quelques années plus tard une branche majeure de l'astronomie extragalactique. »
- (en) Rubin, V. C.; Ford Jr. W.K. &  Thonnard, N., « Extended rotation curves of high-luminosity spiral galaxies. IV. Systematic dynamical properties, Sa -> Sc », The Astrophysical Journal, vol. 225,‎ 1978, L107-L111
- (en) Rubin, V. C.; Thonnard, N. & Ford Jr., W. K., « Rotational Properties of 21 SC Galaxies With a Large Range of Luminosities and Radii, From NGC 4605 (R=4kpc) to UGC 2885 (R=122kpc) », The Astrophysical Journal, vol. 238,‎ 1980, p. 471-487 (DOI 10.1086/158003, Bibcode 1980ApJ...238..471R)

Au sujet de cet article, Vera Rubin écrit :« Quand le sujet des mouvements à grande échelle devint trop compétitif et encombré, je revins aux propriétés de rotation des galaxies. Les observations réalisées sur un ensemble de galaxies spirales donnèrent une démonstration convaincante du fait que les vitesses orbitales des étoiles dans les galaxies étaient étonnement élevées à de grandes distances du noyau. Ce papier eut une influence énorme pour convaincre les astronomes que la majeure partie de la matière dans l'univers est noire, et que la majorité de cette matière noire est concentrée dans les galaxies. »
- (en) Rubin, V. C.; Burstein, D.; Ford Jr., W. K. & Thonnard, N., « Rotation Velocities of 16 SA Galaxies and a Comparison of Sa, Sb, and SC Rotation Properties », The Astrophysical Journal, vol. 289,‎ 1985, p. 81-104 (DOI 10.1086/162866, Bibcode 1985ApJ...289...81R)

Données sur la vitesse de rotation d'environ 60 galaxies.
- (en) Rubin, V.C.; Graham, J. A. & Kenney, J.D. P., « Cospatial Counterrotating Stellar Disks in the Virgo E7/S0 Galaxy NGC 4550 », The Astrophysical Journal, vol. 394,‎ 1992, L9-L12 (DOI 10.1086/186460, Bibcode 1992ApJ...394L...9R)

Au sujet de cet article, Vera Rubin écrit : « À partir des observations recueillies sur NGC 4550, j'ai découvert que, dans l'unique disque de la galaxie, la moitié des étoiles orbitaient dans le sens des aiguilles d'une montre et que l'autre moitié orbitait en sens contraire. Les deux systèmes se superposaient. Cette observation demandait que de nombreux astronomes change leur manière de mesurer la vitesse, car les programmes informatiques n'étaient pas conçus pour faire face à cette complexité. » Elle mentionne le plaisir qu'elle a éprouvé à faire cette découverte à 63 ans.
- (en) Rubin, Vera C., « A Century of Galaxy Spectroscopy », The Astrophysical Journal, vol. 451,‎ 1995, p. 419ff (DOI 10.1086/176230, Bibcode 1995ApJ...451..419R). Un résumé de cet article est accessible : (en) Rubin, Vera C. « A Century of Galaxy Spectroscopy » ()  (lire en ligne, consulté le 29 décembre 2016)
—185th AAS Meeting
— « (ibid.) », dans Bulletin of the AAS, Vol. 26, Washington, DC, American Astronomical Society (AAS), p. 1360

Cet article présente le contenu de son exposé aux Conférences Henry Norris Russel. Il récapitule l'histoire de la recherche sur la rotation des galaxies.

### Filmographie
- Donald Walther & Romain Egea, Chercheuses d'étoiles (2020), documentaire, 51'50, sur Cecilia Payne, Henrietta Leavitt, Margaret Burbidge et Vera Rubin : Donald Walther, « « Chercheuses d’étoiles » : ces quatre femmes méconnues ont révolutionné notre vision de l’Univers », sur lemonde.fr, 8 août 2020 (consulté le 9 mars 2021)

#### Bases de données et dictionnaires
- Ressource relative à la recherche :   - Dimensions
- Notices dans des dictionnaires ou encyclopédies généralistes :   - Den Store Danske Encyklopædi
  - Dictionnaire universel des créatrices
  - Gran Enciclopèdia Catalana
  - Hrvatska Enciklopedija
  - Store norske leksikon
  - Treccani
- Notices d'autorité :   - VIAF
  - ISNI
  - BnF (données)
  - IdRef
  - LCCN
  - GND
  - CiNii
  - Espagne
  - Pays-Bas
  - Pologne
  - Israël
  - NUKAT
  - Catalogne
  - Vatican
  - Australie
  - Norvège
  - Tchéquie
  - Corée du Sud